# Dicranum leucobryoides
Dicranum leucobryoides är en bladmossart som beskrevs av Bescherelle och C. Müller 1900. Dicranum leucobryoides ingår i släktet kvastmossor, och familjen Dicranaceae. Inga underarter finns listade i Catalogue of Life.